# Бастіда-Панкарана
Бастіда-Панкарана (італ. Bastida Pancarana, п'єм. Bastida Pancarana) — муніципалітет в Італії, у регіоні Ломбардія,  провінція Павія.
Бастіда-Панкарана розташована на відстані близько 450 км на північний захід від Рима, 45 км на південь від Мілана, 14 км на південний захід від Павії.
Населення — 1047 осіб (2014).

## Демографія
Населення за роками:

Станом на 1 січня 2023 року в муніципалітеті офіційно проживали 72 іноземці з 14 країн, серед них 31 громадянин країн Євросоюзу та 4 громадяни України.

## Сусідні муніципалітети
- Брессана-Боттароне
- Кастеллетто-ді-Брандуццо
- Кава-Манара
- Меццана-Рабаттоне
- Панкарана
- Соммо
- Цинаско